# Hilara melanochira
Hilara melanochira är en tvåvingeart som beskrevs av Mario Bezzi 1912. Hilara melanochira ingår i släktet Hilara och familjen dansflugor.
Artens utbredningsområde är Taiwan. Inga underarter finns listade i Catalogue of Life.